# Protium ptarianum
Protium ptarianum är en tvåhjärtbladig växtart som beskrevs av Julian Alfred Steyermark. Protium ptarianum ingår i släktet Protium och familjen Burseraceae. Inga underarter finns listade i Catalogue of Life.